# (1660) Wood
(1660) Wood es un asteroide que forma parte del cinturón de asteroides y fue descubierto por Jacobus Albertus Bruwer desde el observatorio Union de Johannesburgo, República Sudaficana, el 7 de abril de 1953.

## Designación y nombre
Wood se designó inicialmente como 1953 GA.
Posteriormente fue nombrado en honor del astrónomo británico Harry Edwin Wood (1881-1946).

## Características orbitales
Wood está situado a una distancia media del Sol de 2,395 ua, pudiendo acercarse hasta 1,673 ua. Su inclinación orbital es 20,57° y la excentricidad 0,3016. Emplea 1354 días en completar una órbita alrededor del Sol.